# WTA Challenger de Guadalajara
O WTA Challenger de Guadalajara – ou Guadalajara 125 Open, atualmente – é um torneio de tênis profissional feminino, de nível WTA 125.
Realizado em Zapopan, na Região Metropolitana de Guadalajara, no México, estreou em 2019. Os jogos são disputados em quadras duras durante o mês de setembro. Foi cancelado em 2020 por causa da pandemia e ficou fora por mais alguns anos, até retornar em 2024.

## Finais

### Simples
| Ano                                                         | Campeã               | Vice-campeã    | Resultado      |
| ----------------------------------------------------------- | -------------------- | -------------- | -------------- |
| 2024                                                        | Kamilla Rakhimova    | Tatjana Maria  | 6–3, 56–7, 6–3 |
| Torneio não realizado entre 2021 e 2023                     |                      |                |                |
| Torneio não realizado em 2020 devido à pandemia de COVID-19 |                      |                |                |
| 2019                                                        | Veronika Kudermetova | Marie Bouzková | 6–2, 6–0       |

### Duplas
| Ano                                                         | Campeãs                       | Vice-campeãs                          | Resultado |
| ----------------------------------------------------------- | ----------------------------- | ------------------------------------- | --------- |
| 2024                                                        | Katarzyna Piter Fanny Stollár | Angelica Moratelli Sabrina Santamaria | 6–4, 7–5  |
| Torneio não realizado entre 2021 e 2023                     |                               |                                       |           |
| Torneio não realizado em 2020 devido à pandemia de COVID-19 |                               |                                       |           |
| 2019                                                        | Maria Sanchez Fanny Stollár   | Cornelia Lister Renata Voráčová       | 7–5, 6–1  |